# مکتب بغداد
مکتب بغداد یا مکتب عباسی یا مکتب بین المللی (جهانی) با روی کار آمدن عباسیان در بازه‌ی زمانی (۶۵۶–۱۳۳ه. ق) و با پایتخت قرار دادن بغداد ایجاد شد. بغداد که در میان دو تمدن بزرگ واقع شده بود (ایران در شرق و امپراتوری بیزانس در غرب)در ابتدا از یک سو تحت تأثیر هنر بیزانس و کلاسیک و ساساني(مانوی) و سپس از سویی دیگر دارای خلاقیت خود مسلمانان است.

نگاره دو دینار از کتاب مقامات حریری - عربی - بغداد - ۱۲۳۷ میلادی

و چون نقاشان عرب،ايراني و سرياني در شكل گيري اين مكتب سهم داشتند آن را مكتب بين المللي عباسي نیز مي گويند.
در مکتب بغداد، فضا فراخ، چهره‌ها سامی نژاد، لباس‌ها پرپیچ و تاب، دورگیری در پیکره، سایه مختصر چهره، بینی ها کلاغی، تعداد پیکره ها محدود، ریش‌ها سیاه و بلند و تعداد رنگ‌ها کم است. 

## پیشینه و ویژگی‌ها
عنوان کلی مکتب عباسی، برای شیوه‌های مختلف مصورسازی کتاب در شهرهای بغداد، موصل، کوفه و واسط به کار برده می‌شود. د. بیش از همه این مکتب تحت تأثیر هنر بیزانس (روم شرقی) بود. نقاشی‌های این مکتب بسیار ساده‌اند.از خصوصیات نگاره‌های این دوره آن است، که نقش‌ها و شکل جانوران واشخاص قدر درشت تر ترسیم شده، و اندام‌ها مشخص و صریح، طرح شده‌اند.در مجالس رنگ زمینه یا اصلاً نیست یا بسیار اجمالی است.رنگهایی که در نگاره‌ها به کار رفته‌است معدود اما تناسب آن‌ها با یکدیگر، بسیار دقیق و لطیف صورت گرفته‌است.چهرهٔ افراد به نژاد سامی(عربی)تعلق دارد، اما نفوذ هنرمندان بیزانسی وروم شرقی را نیز، در این تصاویر می‌توان مشاهده کرد.جامه‌ها ولباس‌های مسیحی را با همان چین‌های متعدد و سنگین به شیوهٔ نقاشی‌های بیزانسی و گاهی نیز ترکیب بندی پیکره‌ها را می‌توان در آثار مسیحی باز شناخت. معمولاً تعداد محدود پیکره انسانی و شاخ و گل در این آثار وجود دارد. کتاب‌های نگارگری شده در این دوره معمولاً کتاب‌های علمی و کتاب‌های شعر و حکایت هستند.
صاحبنظران عبدالله بن فضل را مشهورترین نقاش شیوه عباسی می دانند که در (619 ه ق)کتاب می نوشته و آن را نقاشی  می‌کرده و نسخهٔ خطی کتاب ((خواص عقاقیر))گیاهان را از آثار او به‌شمار می‌آورند.

## سبک‌شناسی
نگاره‌های این مکتب ساده و زیباست. البسه از پرداخت قابل توجهی به خصوص در چین و شکن جامه‌ها برخوردار است و همچنین استفاده از نقوش اناری، بال‌های فرشته گون و شیوه‌های بازنمایی حیوانات وام گرفته شده از هنر ساسانی است و در بیشینه این نگاره‌ها شاخه و برگی به نشانه طبیعت به چشم می‌خورد.
از خصوصیات دیگر این نگاره‌ها می‌توان به پس‌زمینه‌های ساده و اصطلاحا تربتی رنگ که یا بدون رنگ رها شده یا به‌طور اجمالی رنگ آمیزی شده‌اند گویی که نگاره‌ها در فضا رهایند، رنگ‌ها در نگاره اصلی اندک هستند ولی با هماهنگی‌ای چشم‌نواز به کار رفته‌اند.

## کتب مکتب بغداد
- الادویه المفرده (در زمینه مواد طبی)
- معرفه الحیل الهندسیه (۷۱۵ ه.ق)
- فی معرفه الخیال الهندسیه (هندسه و ریاضیات)
- خواص عقاقیر
- کلیله و دمنه (مصور شده به سال ۱۲۰۰م/ترجمه نصرالله منشی از سانسکریت به عربی و عبدالله مقفع روزبه ترجمه به فارسی)
- مقامات حریری (مصور شده به سال ۱۲۳۷م/نوشته یحیی بن واسطی همدانی)
- البیطره (مصور شده به سال ۶۰۵ ه.ق/در زمینه دامپزشکی)
- داروشناسی و خواص گیاهان دارویی دسیقوریدوس (خواص الادویه) (۶۲۷ ه.ق)
- عجایب المخلوقات قزوینی[۳]